# رهاب الضفادع

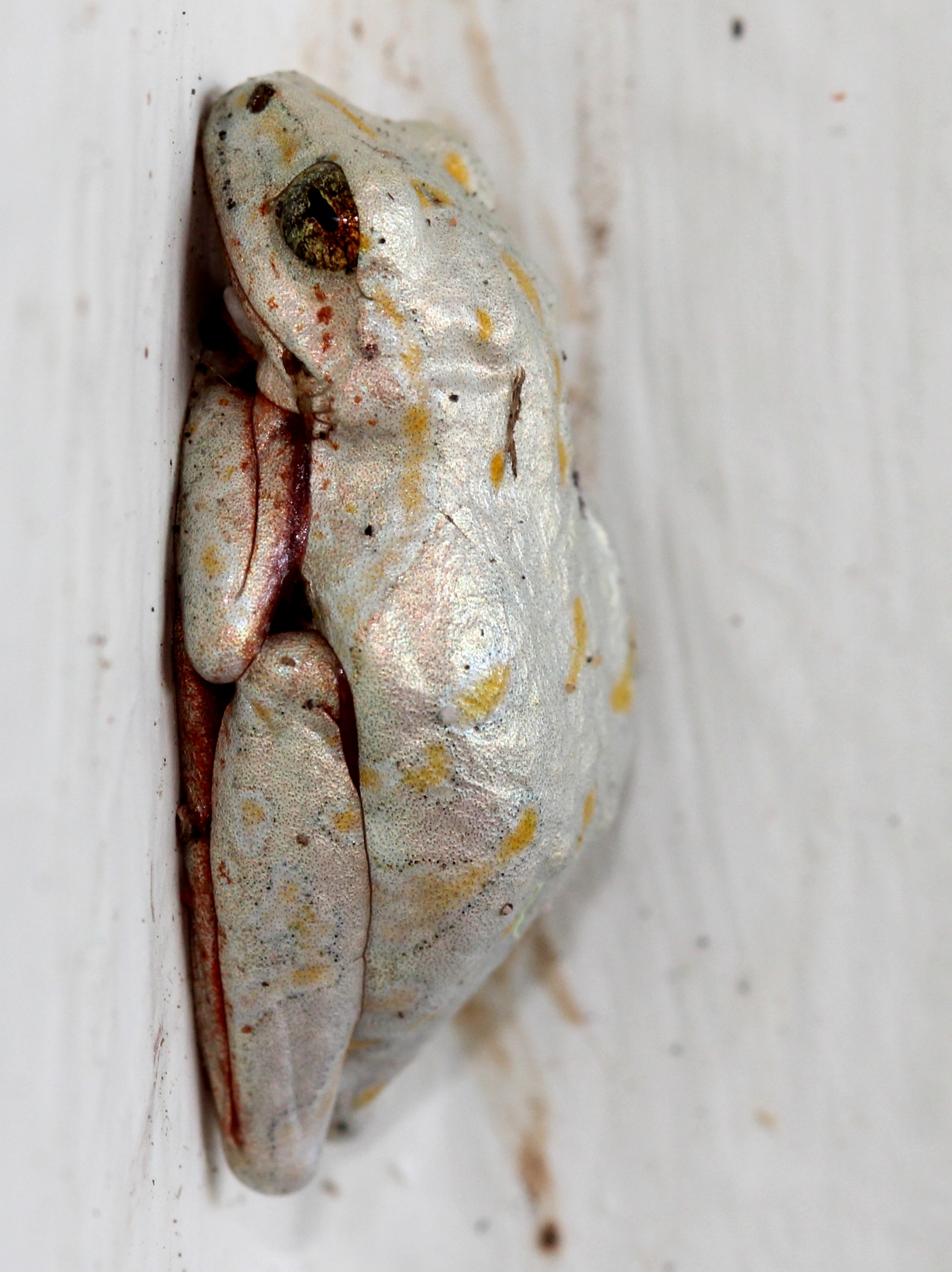

الخوف من الضفادع هو رهاب محدد، يُعرف باسم رهاب الضفادع أو فوبيا الصفادع (من ضفادع حقيقية أو العلجوم، أكثر فصائل الضفادع انتشارًا)، بسبب الخرافات الشائعة في العديد من الثقافات. تستخدم أدبيات تخصص الطب النفسي مصطلح «الخوف من الضفادع» بدلاً من أي مصطلح متخصص. كما تَسجل مصطلح رُهابُ الضَّفادِع أيضًا في قاموس للأمراض النفسية عام 1953.

## المعتقدات الشعبية
يرى البعض أن رؤيت ضفدع قد يكون نذير شؤم. كذلك، تقول أسطورة شائعة أن لمس الضفادع أو علجوم قد يُسبب ثآليلًا واحدة. (في العديد من الثقافات الأخرى، تُعتبر الضفادع فأل خير). أظهرت دراسة استقصائية أجراها باحثون من حديقة جوهانسبرج أن الخرافات القديمة في العصر الحديث تلعب دورًا أقل أهمية، وأن الأطفال المعاصرين أكثر خوفًا سواء كانت الضفادع سامة أو غير ضارة.

## رهاب
غالبًا ما يحدث الرهاب ضد الضفادع بعد رؤية الضفادع تموت بعنف. وقد وصفت حالة واحدة للخوف الشديد من الضفادع في مجلة العلاج السلوكي والطب النفسي التجريبي [الإنجليزية] في عام 1983: لامرأة لديها خوف الشديد من الضفادع بعد حادثة مؤلمة حيث دهست جزازة العشب مجموعة من الضفادع وقتلتهم.
يستخدم أصحاب المتاجر البرتغاليون ضفادع خزفية لردع الغجر.